# Pompierii din Timișoara
.

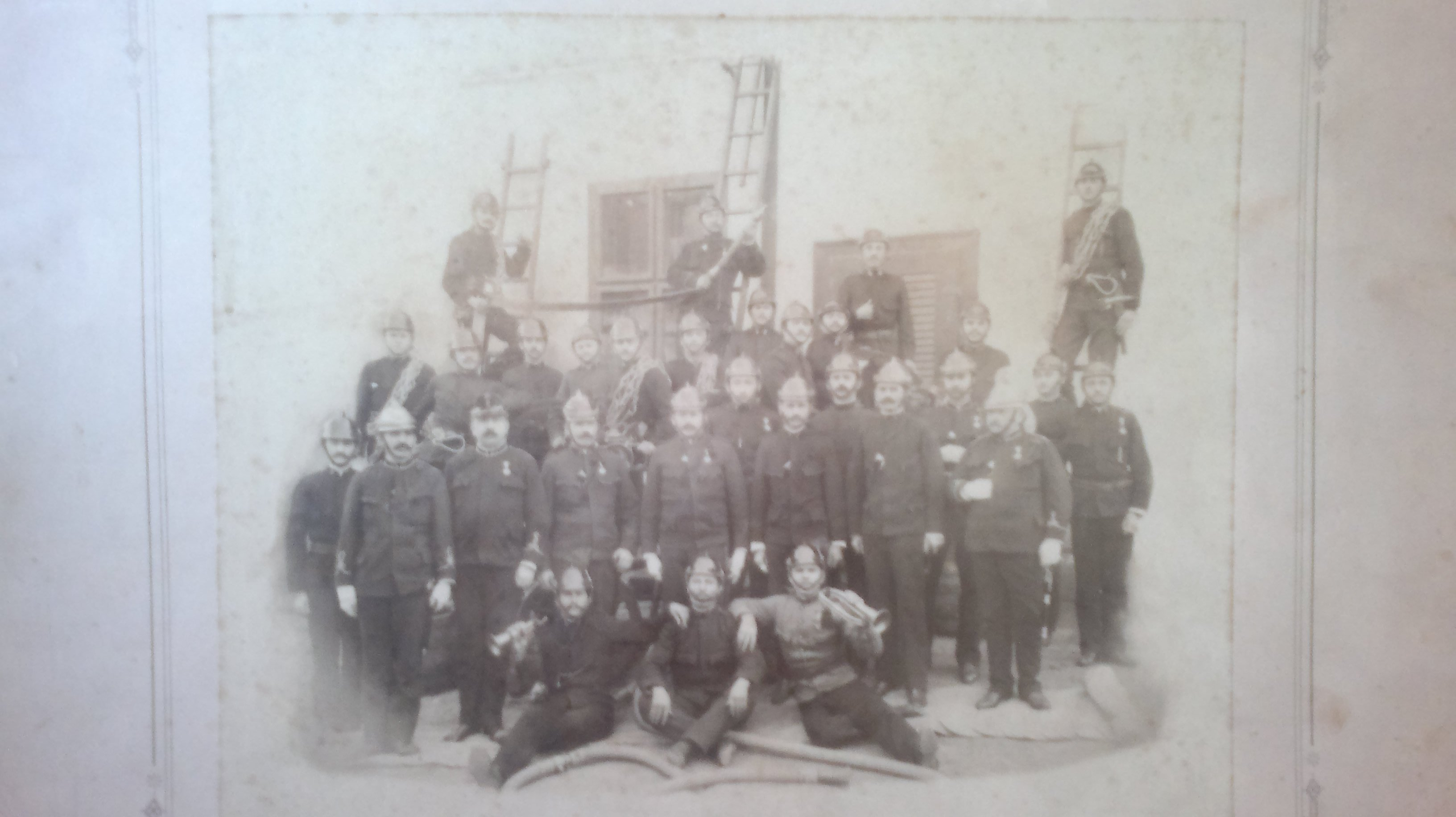
Membri ai Detașamentului de Pompieri din Timișoara (începutul secolului XX). Număr de inventar 2098. Muzeul Slovacilor Voivodina - Serbia

Pompierii din Timișoara, în general, pompieri, fac parte dintr-un corp special organizat, militar sau civil, instruit să intervină în caz de incendiu cu utilaje și autospeciale de intervenție pentru stingerea acestuia. 
Pompierii intervin pentru a da ajutor în caz de urgență: incendii, accidente, inundații, cutremur sau alte situații de urgență. Misiunea lor principală este de a proteja oamenii, bunurile și mediul.

## Prevederi legale
Apărarea împotriva incendiilor constituie o activitate de interes public, național, cu caracter permanent, la care sunt obligate să participe, în condițiile prezentei legi, autoritățile administrației publice centrale și locale, precum și toate persoanele fizice și juridice aflate pe teritoriul României. 
Persoana care observă un incendiu are obligația să anunțe prin orice mijloc serviciile de urgență, primarul sau poliția și să ia măsuri, după posibilitățile sale, pentru limitarea și  stingerea incendiului.
Persoanele fizice și juridice sunt obligate să respecte reglementările tehnice și dispozițiile de apărare împotriva incendiilor și să nu primejduiască, prin deciziile și faptele lor, viața, bunurile și mediul.
În cazul incendiilor produse la păduri, plantații, culturi agricole, miriști, pășuni și fânețe, persoanele aflate în apropiere au obligația să intervină imediat cu mijloacele de care dispun, pentru limitarea și stingerea acestora. 
În caz de incendiu, orice persoană trebuie să acorde ajutor, când și cât este rațional posibil, semenilor aflați în pericol sau în dificultate, din proprie inițiațivă ori la solicitarea victimei, a reprezentanților autorităților administrației publice, precum și a personalului serviciilor de urgență.

## Istoric
Pompierii prin specificul ei, au fost mereu la datorie, atât în timp de pace cât și în timp de război, instituția pompierilor s-a afirmat prin înaltă conștiință civică manifestată prin salvarea vieții oamenilor, în apărarea avuției acestora. Pompierii timișeni au avut o evoluție determinată de condițiile social-istorice ale regiunii în care este situat județul în parte de Vest a României.

## Pompierii în perioada 1552-1799

### În perioada Imperiului Otoman
În perioada Imperiului Otoman 1541–1718 pericolul incendiilor în Timișoara era mare, deoarece marea majoritate a clădirilor erau construite din lemn. 
Timișoara în Imperiul Habsburgic
După ocuparea orașului de către Habsburgi, pe vremea generalului conte Mercy, comandant militar și președintele al Administrației Imperiale a Banatului una din principalele preocupări a fost combaterea incendiilor, iar aceasta a fost asigurată de militari prin reglementările din 1766. „După constituirea conducerii civile a orașului, la data de 1 ianuarie 1718, atribuțiile pompierești, ca și cele de ordine interioară, au intrat în competența magistraturii civile, primele prevederi legale ale acesteia a fost demolarea hornurilor de lemn și de lut ale caselor vechi și înlocuirea lor cu hornuri construite din cărămidă și piatră”. „Coșurile trebuiau verificate lunar de coșar”. „Acesta a ordonat ca pentru combaterea incendiilor fiecare cetățean să țină în casa lui o scară și un butoi cu apă”.
În  13 martie 1774 a fost elaborat primul Regulament privind organizarea combaterii incendiilor din Timișoara fiind util serviciul pompierilor timișoreni".Acesta era alcătuit din 67 de prevederi referitoare la modul de organizare și desfășurare a intervențiilor în localitate, la modalitățile de prevenire a incendiilor specifice orașului Timișoara, dar instituia și recompense pentru cei care ajungeau primii la locul incendiului, acesta primea doi ducați pentru primul butoi care ajunge la locul potrivit, dar și sancțiuni pentru persoanele care se eschivau de la această îndatorire publică ori nu îndeplineau măsurile ordonate, aplicându-se amenzi sau chiar pedepse corporale.
Regulamentul conținea instrucțiuni de prevenire a incendiilor specifice Timișoarei și cu prevederi privind organizarea stingerii incendiului de către cetățenii dar și meșteșugarii din oraș. Din analiza acestui document reiese foarte clar modalitatea anevoioasă în care se acționa în caz de incendiu. În primul rând, trebuiau anunțate oficialitățile locale: primarul orașului care trebuia să anunțe imediat Comisia Polițienească și care trebuia să informeze de îndată șeful Administrației Bănățene. De aici rezultă faptul că timpul de răspuns era unul foarte mare, deoarece cei cu atribuțiuni de stingere a incendiului erau din zone diferite ale orașului, nu erau primii anunțați despre evenimentul produs. Important ca la fața locului trebuia să se prezinte „funcționarii primăriei, magistrații, meșterii hornari, zidari, dulgheri, tâmplari, cu toate calfele lor, precum și arendașul serviciului de salubritate cu oamenii din subordine, toți cu uneltele lor profesionale” care abia, o dată adunați la un loc, trebuiau să asculte ordinele primarului, care era comandantul tuturor acțiunilor de stingere a incendiilor.
Dacă în zilele de azi mașinile de pompieri când merg la foc merg cu viteză și au girofarul roșu aprins, în anul 1718 un ordinului de incendiu prevedea „Când acesta arde în Cetate focul va fi semnalat cu un steag roșu, iar când arde în Palanca Mare sau Palanca Mică cu un steag verde, noaptea se va așeza o lanternă în partea care arde focul…Comandantul pieței controlează toate forțele de pe cal…Măcelarii trebuie să aibă cel puțin două piei înmuiate….Comercianții și birturile trebuie să aibă mereu butoaie cu apă la dispoziție, pe care să le ducă imediat la foc; pentru primul butoi de apă care se aduce se plăteau doi ducați, la fiecare casă se vor ține butoaie și găleți cu apă,…”.
Regulamentului i s-au adus câteva îmbunătățiri pompieristice privind modalitatea de organizare, s-a realizat zonarea localității pe vecinătăți care aveau obligații specifice de a asigura ordinea și de a păstra în condiții de funcționare aparatele de stingere a incendiilor, iar în caz de incendiu aceștia trebuiau să intervină pentru stingerea acestuia. Nu trebuie neglijată și activitatea de prevenire a incendiilor, verificarea coșurilor de fum, identificarea posibilelor surse de incendiu de personal cu mai multă experiență și altul mai tânăr.
Astfel lăcătușii și fierarii pielarii asigurau mânuirea pompelor, căruțașii și vizitii asigurau transportul apei, lucrătorii în piele: tăbăcarii, cizmari, pantofari asigurau lanțul ptr. găleți, dulgherii, tâmplarii demolau obiectivul incendiat pentru a se putea localiza incendiul, în timp ce meșterii hornari trebuia să salveze persoanele sau bunurile și lichidarea focului. În fruntea acestora era desemnată o persoană pe post de comandă. 
In procesul făuririi instituției pompierilor timișeni  putem distinge trei procese majore.

## Pompierii civili în perioada 1799 – 1936

### Pompierii după 1781, Timișoara, oraș liber regesc
În 1801 cetățenii Timișoarei sunt obligați printr-o dispoziție a magistratului orașului să respecte și să ia toate măsurile împotriva focului și să repare și să întrețină în stare bună toate fântânile. În 1813 este elaborat un document în care se face descrierea și modul de folosire al stingătoarelor. La 9 februarie 1834 sunt precizate măsurile de evitare a incendiilor în clădirea teatrului din Timișoara și a sălii de bal, considerate locuri cu pericol de incendiu sporit.
În perioada Regatul maghiar (1860–1918)
Prima etapa, delimitată până la înființarea instituției pompierilor și a poliției de incendiu în 1869, se caracterizează prin lipsa organizării serviciului de pompieri, a unor oameni anume pregătiți pentru lupta cu focul, și prin existența unui inventar pompieristic redus. În Timișoara, ca în majoritatea orașelor din Banat, organizarea combaterii incendiilor se făcea prin forme specifice, care, în ansamblu, foloseau priceperea profesională a breslelor și aveau ca model Regulamentul pentru prevenirea și stingerea incendiilor, elaborat de Curtea de la Viena prin Magistratura Capitalei Imperiului în 1759.
La 24 august 1870 poliția elaborează instrucțiuni prin care interzicea depozitarea lemnelor și a paielor în poduri, trecerea străzilor cu facle, aprinderea țigărilor în incinta teatrului, pârlitul porcilor, aprinderea focurilor de paie și iarbă uscată, lăsarea lumânărilor aprinse în case. Atelierele de meseriași trebuiau dotate cu pompe, butoaie de apă, scări, găleți și căngi, iar participarea cetățenilor la stingerea incendiilor era obligatorie. Din 1890 trebuiau dotate și locuințele cu mijloace de stingere (butoaie, găleți, scări, târnăcoape).
Pompieri voluntari din Timișoara
Primele formațiuni de pompieri voluntari din Timișoara au apărut în 22 august 1869. Acestea au fost înființate ca unități de pompieri voluntari în cartierele Fabric, Iosefin, Cetate sub conducerea dr. Károly Küttel(1818 – 1875), fost primar al Timișoarei, iar în anul 1893 se înființează și cea de a patra Brigadă în cartierul Mehala.
Remizele de pompieri voluntari din Timișoara din fiecare cartier erau sprijinite de armată, poliție și primărie. În timp, remizele se deosebesc de la cartier la cartier, după uniformă, după drapel, după sărbătoarea sfântului protector, după amploarea și data balului anual. 
La conducerea fiecărei brigăzi se afla un director general (care era și comandant), adjunctul directorului general (locțiitor al comandantului), un alt adjunct care se ocupa de instruire, secretarul formației, casierul, medici și avocați. Pe lângă activitatea de stingerea a incendiilor existau și un fel de subunități: grupa pentru mânuirea uneltelor pentru demolări, grupă salvare oameni și  bunuri.
În anul 1877 cele trei corpuri au fost reorganizate și au fost numite în ordinea înființării lor Fabric I, Iosefin II și Cetate III, astfel încât activitatea lor se putea coordona mai bine. Fiecare dintre ele erau instituții independente se autofinanțau, nu erau legate între ele decât prin faptul că au același semnalizare pentru foc, iar primarul în funcție este președintele lor din oficiu. Pentru o colaborarea ușoară între cele trei comandamente în cazul unor incendii mari au fost legate prin telegraf. După introducerea telefoniei punctele de pază ale celor trei corpuri au fost prevăzute cu linii telefonice proprii. De remarcat faptul că fiecare remiză avea pază permanente, corpurile au fost înzestrate cu instrumente de stingere standardizate, iar instruirea pompierilor a fost executată după aceleași metode.
Corpul pompierilor voluntari din Iosefin
Datorită rezultatelor foarte bune a acestuia, în 1904 primăria a hotărât construirea unei cazărmi noi în cartierul Josefin (pe actualul Bulevard 6 Martie) alături de vechea remiză. Construcția a început în luna iulie 1905 și a costat în jur de 84 000 de coroane (echivalent 25 kg aur).Pompierii civili din cartierul Josefin deserveau și populația din cartierul învecinat, Elisabetin. 
Clădirea a fost dată în funcțiune în anul 1906 pe vremea lui Carol Telbisz primarul orașului, care este în funcțiune și astăzi, are un corp principal și corpuri laterale. La parterul clădirii erau remizele trăsurilor-cisternă și cele patru grajduri pentru cai, construite pe cheltuiala comunității din cele două cartiere deservite. În timp, remiza pompierilor din Josefin s-a transformat în cazarmă, iar pompierii civili au fost înlocuiți cu pompieri militari, căruțele cu mașini, moment în care se fac și anumite modificări în structura clădirii ridicată în urmă cu peste o sută de ani.Turnul de veghe domina cartierul și întreaga zonă de vest a orașului. Acesta servea  pentru pompieri, drept loc de observare pentru apărarea împotriva incendiilor.
Dacă începând cu anul 1799, a avut loc procesul de înființare și treptat, de dezvoltare a pompierilor civili, din anul 1936 putem vorbi despre crearea și dezvoltarea instituției pompierilor militari la Timișoara.

## Dezvoltarea instituției pompierilor militari(1936 – 2004)
Primul stadiu cuprinde perioada 1936-1945 și este caracterizată prin înființarea structurilor militare ale pompierilor militari, care au evoluat funcție de factorii administrativi și politici ai vremii.
În 3 aprilie 1936 prin Înaltul Decret Regal nr. 815 este promulgată „Legea pentru organizarea pompierilor”, prin care se reglementa activitatea pompierilor militari și civili din întreaga țară. Conform art. 1 din aceeași lege „prevenirea si combaterea sinistrelor precum si executarea masurilor impuse pompierilor” prin Regulamentul Apărării Pasive, au fost încredințate, pe tot cuprinsul tarii, „Corpului Pompierilor Militari”.
Pe data de 1.06.1936, la cererea profesorului Augustin Coman - primarul orașului și doctor Nicolae Table – secretar general, s-a cerut Comandamentului Pompierilor Militari înlocuirea pompierilor comunali cu pompieri militari și ia ființă Compania de Pompieri Militari Timișoara cu un efectiv de: 1 căpitan, 2 ofițeri subalterni, 8 subofițeri și 80 soldați care s-au instalat în cele trei cazărmi din mun. Timișoara din Cartierele Cetate, Prințul Carol și Fabric. În același timp pompierii militari sub comanda Paraschivescu Matei preia Compania și materialele respectiv mașini și utilajele aferente cazărmi care aparțineau primăriei și fuseseră folosite până atunci de pompierii acesteia printre care: patru motopompe, șapte auto-omnibuze din care două cu motopompe; un automobil de salvare, o autoscară Metz de 30 m, având la nevoie cele patru autocisterne stropitoare ale serviciului salubrității.Tot la aceeași dată aceștia s-au instalat în cele trei cazărmi ale orașului din Cartierele Cetate, Prințul Carol și Fabric..  
În anul 1937 se înființează Secția de Pompieri Lugoj. 
Odată cu Legea nr. 815 din 3.04.1936 pentru organizarea pompierilor nu se neglijează nici activitatea pompierilor rurali, ci dimpotrivă, avea prevederi precise fată de aceasta forță existenta si necesara in localități. Astfel legea prevedea ca: „…îndeplinirea misiunilor se asigura in orașe prin unitățile militare de pompieri, iar in comunele rurale prin formațiuni de pompieri”.
Data de 13 august 1938 având în vedere reforma administrativ-teritorială la nivelul țării are loc organizarea-teritorială, grupurile se repartizează pe cele 10 ținuturi existente, Compania de pompieri Timișoara trece în subordinea Grupul 10 Pompieri Timiș fost Grupul 7 Teritorial Timișoara.

### Al Doilea Război Mondial
Eroi Pompieri
Pe timpul războiului în data de 16.08.1943 (cpt. Antonie L. Ioan – comandantul Companiei de Pompieri Timișoara, decorat cu titlul de Cavaler al Ordinului „Mihai Viteazul” și frt. Potra Gavril) cei doi se deplasau la intervenție, prin Piața Romanilor din Timișoara, când datorită bombardamentelor, autospeciala s-a răsturnat provocând rănirea și ulterior decesul acestora. În memoria clor doi eroi pompieri a fost ridicată o Troița la Timișoara care sa află în fața unității județene de pompieri.
Inițial troița se află în municipiul Timișoara, P-ța Romanilor, str. 3 August 1919, ulterior în anul 2014 de Ziua Pompierilor, ea a fost mutată în fața  Inspectoratului Județean pentru Situații de Urgență Banat al Jud. Timiș.. 
Trebuie precizat faptul că una dintre preocupările majore ale Comandamentului Pompierilor a fost aceea de a cultiva tradițiile de luptă ale pompierilor militari, respectul față de eroii căzuți la datorie. Totodată se punea un accent deosebit pe educarea efectivelor în spiritul dragostei pentru instituția cărei îi aparțineau.
Al doilea stadiu din 1968 – 1991 reprezintă un moment de cotitura in istoria pompierilor timișoreni. Pe plan național s-a renunțat la structurile administrativ teritoriale pe raioane si regiuni si s-a revenit la forma tradiționala, cea mai viabila a județelor. Prin Ordinul Ministerului Afacerilor Interne nr. 3061 din 1 octombrie 1968 se înființează Grupul de Pompieri „Banat” al Jud. Timiș.
01.03. 1968 – Odată cu apariția județelor (se desființează Inspecția de supraveghere pentru stingerea și prevenirea incendiilor din cadrul Grupului de pompieri și se înființează 3 Inspectorate Județene de prevenire a incendiilor la Timiș, Arad, și Caraș-Severin.
Se reorganizează Grupul având în compunerea sa și „SERVICII” care asigură Grupurile de pompieri din județele Arad, Bihor, Caraș-Severin, Hunedoara și Timiș.

## Pompierii militari după anul 2004

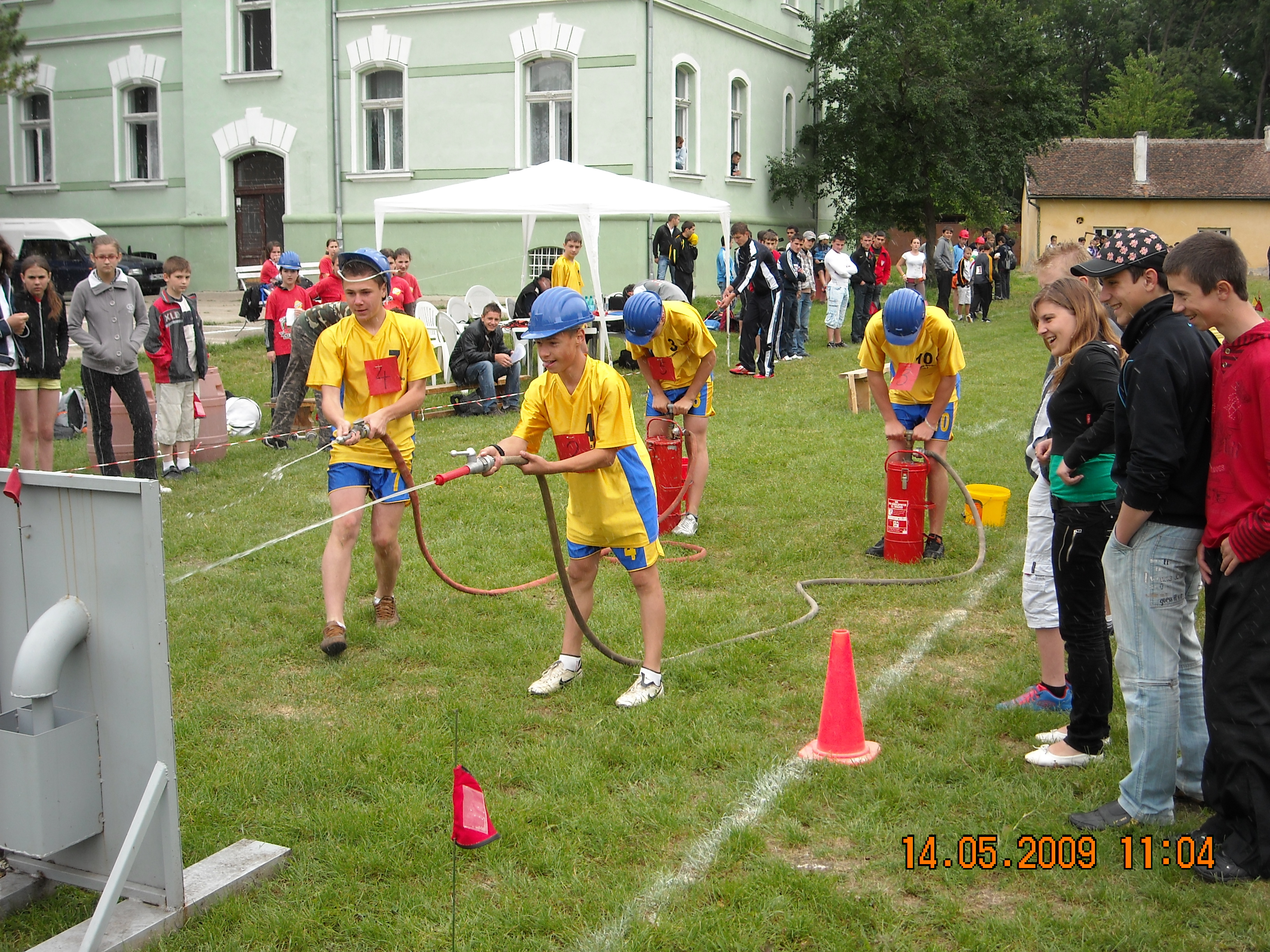
Concurs cercuri de elevi „Prietenii pompierilor” Timișoara, etapa județeană 2009

La sfârșitul anului 2004, a fost înființat Inspectoratul pentru Situații de Urgență „BANAT” al județului Timiș, ca urmare a fuzionării Grupului de Pompieri „BANAT” cu Inspectoratul de Protecție Civilă din Timiș.După anul 2004 a început înlocuirea treptată a militarilor în termen și trecerea la „profesionalism”. Actual, în Timișoara există două subunități de pompieri la Detașamentul 1 de Pompieri Timișoara pe strada Înfrățirii, nr. 13 unde se află sediul inspectoratului și Detașamentul 2 de Pompieri Timișoara..
În Timișoara, pompierii sunt organizați în servicii de urgență profesioniste și voluntare. 
Serviciile de urgență sunt publice ori private. Serviciile de pompieri desfășoară activități de prevenire și intervenție în situații de urgență, printre care: stingerea incendiilor, descarcerare și prim-ajutor (SMURD), salvarea persoanelor și limitarea pagubelor produse de inundații, alunecări de teren, mișcări seismice, asistența persoanelor aflate în situații critice, intervenția la accidente sau alte tipuri de dezastre naturale.

### SMURD Timiș
.

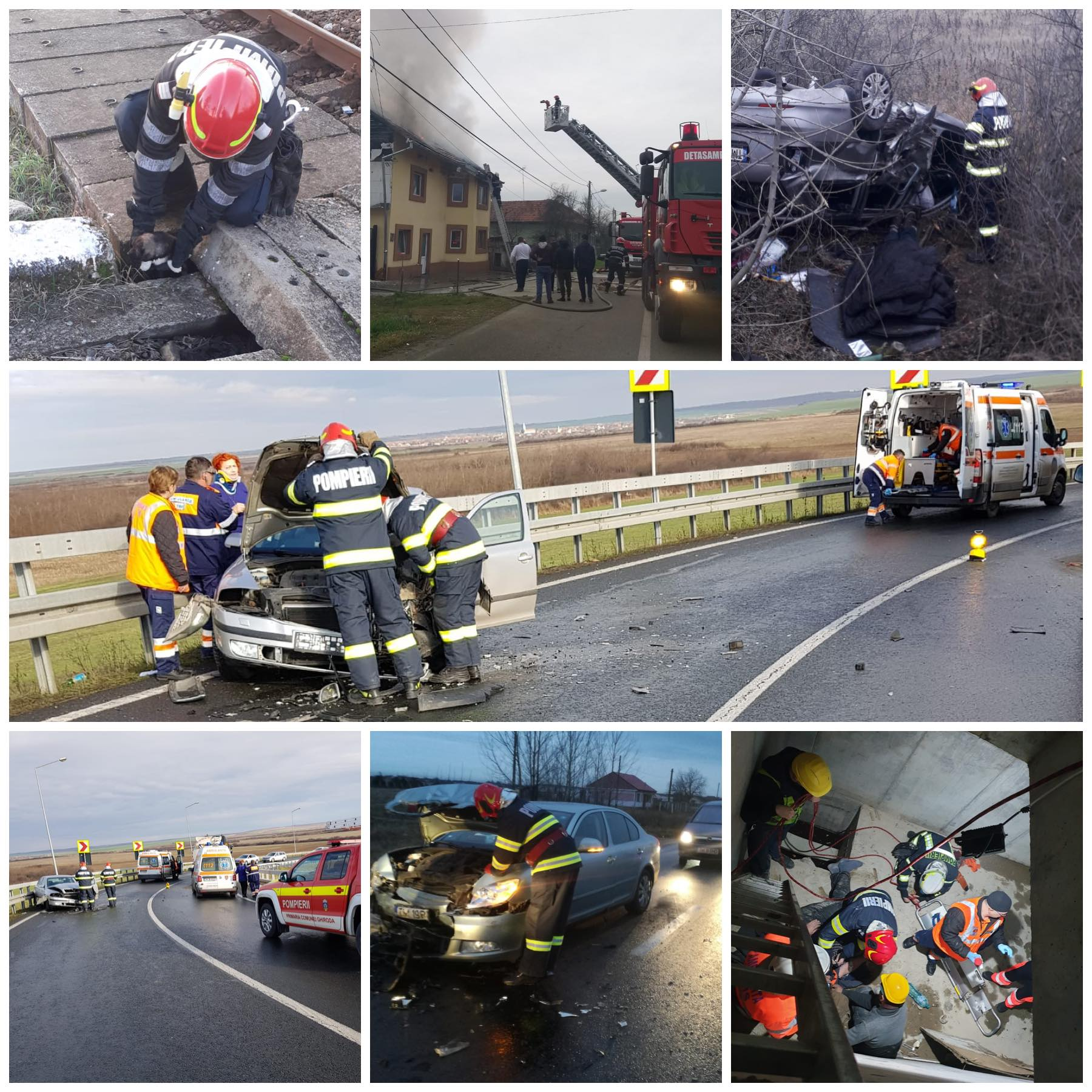
Pompierii și ambulanța din Timișoara la intervenție (descarcerare, acordare prim ajutor, stingerea incendiilor, etc.)

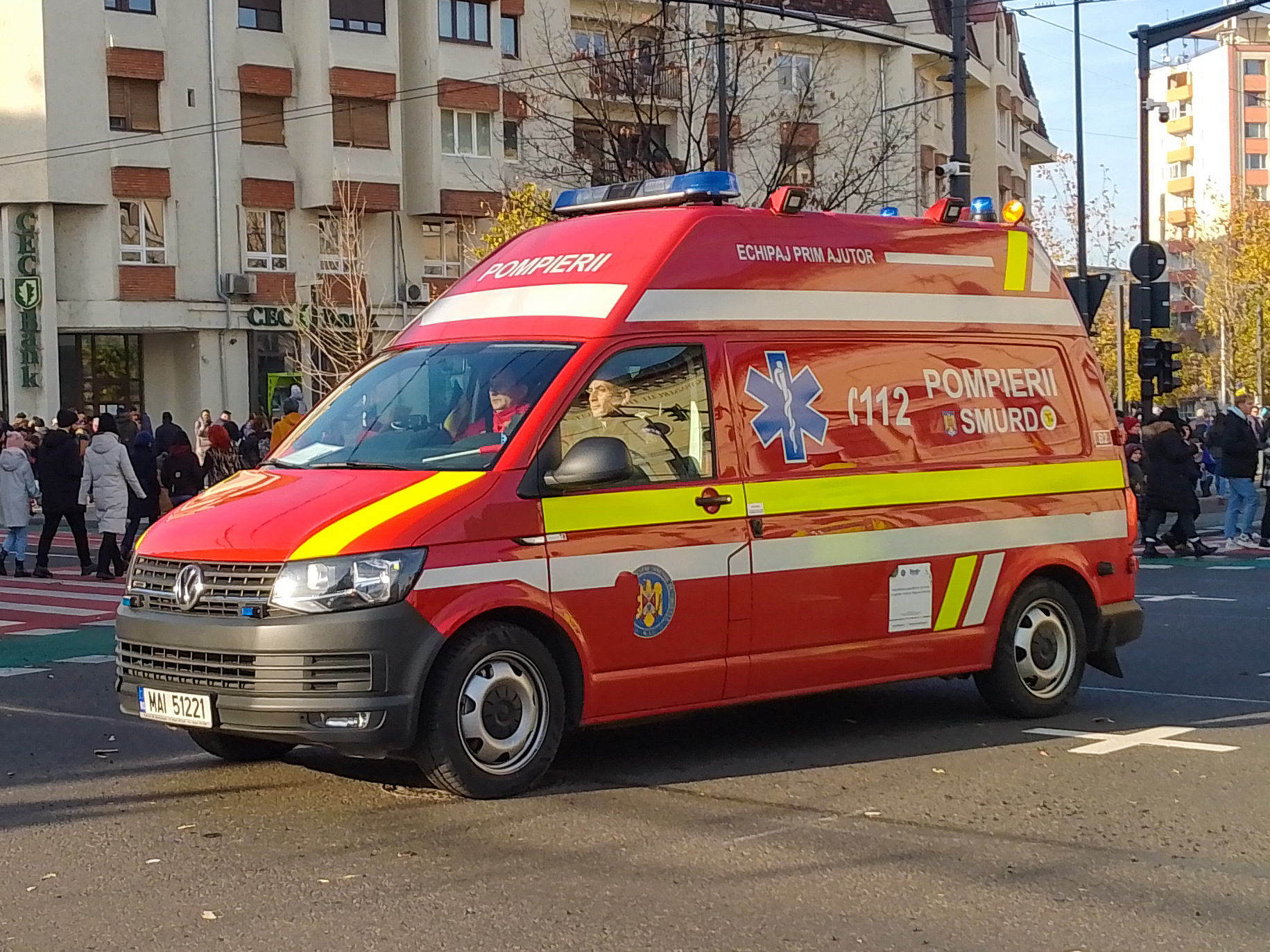
Ambulanță B2 în Piața Avram Iancu, Cluj-Napoca

În anul 1995 s-a finalizat de persoanele în drept Convenția de înființare pentru noua subunitate, Stația de Intervenție Asistență Medicală de Urgență și Descarcerare (S.I.A.M.U.D) Timișoara între Grupul de Pompieri “Banat” al Județului Timis, Spitalul Municipal Timișoara, Direcția Sanitară a Jud. Timiș, Serviciul de Ambulanta a Județului Timis si avizată favorabil prin ordin comun de către Ministerul de Interne respectiv Ministerul Sănătății în anul 1998. 
Convenția alcătuită dintr-un model medical și unul de descarcerare asigura intervenția în următoarele situații:
- solicitări ale Serviciului Public de Ambulanță;
- intervenția la accidente rutiere;
- salvarea persoanelor rămase blocate;
- salvarea persoanelor de la înec[17].

În anul 1998 are loc o reorganizare a Grupului de Pompierilor Militari Timiș, astfel la data de 01.05.1998, prin Ordinul Ministrului de Interne nr. I/01022, Compania I Pompieri Timișoara devine Detașamentul de Pompieri Timișoara II+S.I.A.M.U.D..
În perioada anilor 1996 – 1999 au fost o serie de formule de colaborare între Grupul de Pompieri „Banatul” al jud. Timiș, Spitalul Clinic Municipal Timișoara, Serviciul Județean de Ambulanță Timiș și Spitalul Clinic Județean de Urgență Timișoara, dar dificultățile întâmpinate în acea perioadă au făcut ca activitatea să se desfășoare inconstant.
La început a fost un protocol de colaborare între Grupul de Pompieri „Banatul” al Județului Timiș și Spitalul Clinic Municipal Timișoara care, la acea dată, avea o structură de primire a urgențelor deschisă cu sprijin scoțian. 
Anul 1999 a însemnat un nou pas în dezvoltarea S.I.A.M.U.D, astfel în Ordinul de Zi pe Unitate nr. 1/01.001.1999 a fost menționată concret alocarea la drepturi a autospecialei S.I.A.M.U.D model Mercedes L410, an de fabricație 1985.
Prin Ordinul Ministrului Administrației și Internelor nr. I/0621 din 01.12.2004, s-a aprobat înființarea centrelor pentru formarea formatorilor în descarcerare și asistență medicală de urgență;
În anul 2005 au început cursurile de paramedici pentru pompierii militari din zona de vest a țării, la Detașamentul 2 de Pompieri Timișoara, fiind puse bazele bunei organizări și funcționări a centrului de pregătire.
La data de 15.06.2011, structura primește denumirea - Centrul de Formare și Pregătire în Descarcerare și Asistență Medicală de Urgență Timiș.
Echipa care a pus bazele bunei organizări și pregătire a centrului de formare din cadrul Inspectoratul pentru Situații de Urgență „Banat” al Jud. Timiș a fost formată din: Mr. ing. Opriș Mirel - ofițer specialist centrul operațional, compartiment management planificare misiuni resurse - I.S.U. Timiș, Lt. Colesnic Valentin – comandant subunitate și Lt. Săceanu Caius – lector, iar toată activitate a fost coordonată de col. Ciubotaru Alexandru – prim adjunct al inspectorului șef. 
Odată cu intrarea în vigoare a legii privind reforma în domeniul sănătății, denumirea S.I.A.M.U.D. se modifică în S.M.U.R.D..
SMURD-ul este coordonat operativ de inspectoratele pentru situații de urgență, respectiv de Unitatea Specială de Intervenție în Situații de Urgență, având ca medic-șef un medic specialist sau primar în medicină de urgență ori anestezie-terapie intensivă, provenind dintr-o structură spitalicească de primire a urgențelor dintr-un spital regional ori județean de urgență, după caz.
SMURD-ul are în structura lor, după caz, echipaje de intervenție specializate în acordarea primului ajutor calificat, reanimarea, descarcerarea și executarea operațiunilor de salvare, inclusiv salvarea aeriană.
Dacă la începutul activității de acordare a primului ajutor medical calificat de către pompieri se intervenea cu o singură autospecială și doar pe teritoriul municipiului Timișoara, în anul 2008 se acționa permanent cu un număr de opt autosanitare, la nivelul întregului județ.
La data de 12 octombrie 2013 a fost inaugurat Dispeceratul comun la sediul Inspectoratului pentru Situații de Urgență “Banat” al județului Timiș.
Acesta reunește dispeceratul inspectoratului și cel al Serviciului de Ambulanță  al Județean Timiș. O tură de serviciu este formată din 8 dispeceri, coordonați de un ofițer și un medic.
În acest fel, pompierii comunică direct cu dispecerii Serviciului de Ambulanță, dar și cu responsabilii privind coordonarea elicopterului S.M.U.R.D.. 

### Centrul de Formare și Pregătire în Descarcerare și Asistență Medicală de Urgență Timiș
Centrul pregătește și desfășoară următoarele tipuri de cursuri:
- cursul de prim ajutor calificat, descarcerare și operațiuni de salvare;
- cursul de pregătire în cunoașterea tehnicilor de acordare a primului ajutor de bază, a tehnicilor de descarcerare și a principiilor de organizare și desfășurare a activităților de către membrii echipajelor de prim ajutor calificat;
- cursul de consolidare a cunoștințelor și dobândire de noi competențe – prim ajutor calificat;
- cursul de pregătire a voluntarilor în acordarea primului ajutor de bază;
- cursul de pregătire în acordarea primului ajutor a soldaților și gradaților profesioniști.

Județele arondate centrului de formare sunt: Arad,  Caraș-Severin, Hunedoara și Timiș, dar în funcție de situație pot  participa și din alte județe.
Cu ocazia Zilei Pompierilor din România 13 septembrie, autoritățile administrației publice centrale și locale, agenții economici și instituțiile pot acorda sprijin material și financiar în organizarea și desfășurarea concursurilor profesionale, a ceremoniilor și a altor acțiuni specifice ocazionate de aceste evenimente. Inspectoratele, formațiile de cadeți, cercurile aplicative de protecție civilă, precum și cercurile "Prietenii pompierilor" participă, cu echipe reprezentative, la concursuri profesionale și sportive internaționale.
La ieșirea la pensie, pompierii profesioniști trec în rezervă și devin cadre militare în rezervă(rezerviști). Aceștia au o zi al lor 31 mai - Ziua Rezervistului Militar. Cu această ocazie instituțiile publice din cadrul sistemului de apărare, ordine publică și siguranță națională pot sprijini, în condițiile legii, manifestările prilejuite de acest eveniment.

## Evenimente
În perioada 13-15.06.1996 cu ocazia aniversării 60 de ani de la înființarea primei unități timișorene de pompieri militari, Grupul de Pompieri al jud. Timiș, a organizat expoziția ESPI 96 în cadrul complexului Expo Bastion, Muzeul Banatului Timișoara în colaborare cu o serie de parteneri.
Expoziția a fost atât pentru public la care reprezentanții agenților economici au putut prezenta sisteme, utilaje  de protecție împotriva incendiilor și materiale de stingere a incendiilor, simpozion instalații de prevenire și stingere a incendiilor în construcții., exerciții demonstrative și documentare – istoria evoluției pompierilor în jud. Timiș, Simpozion „60 de ani de la înființarea Companiei de Pompieri Timișoara”, etc.
În anul 2023 la 25 de ani de de la înființarea SMURD Timiș a avut loc Gala Aniversara la Palatul Culturii din Timișoara la care a participat personalul paramedical, voluntarii SMURD și reprezentanți ai conducerii UPU SMURD, primul adjunct al Inspectoratul General pentru Situații de Urgență, dar si secretarul de stat dr. Raed Arafat și o serie de personalități locale și invitați. Centrul Timișoarei a fost ocupat de mașinile de intervenție ale pompierilor și SMURD și a fost o expoziție de tehnica de intervenție. Cu această ocazie timișorenii au putut afla mai multe despre activitatea celor care intervin pentru a salva vieți si au putut vedea tehnica care o folosesc salvatorii.

## Activitățitehnico-științifice
.
.

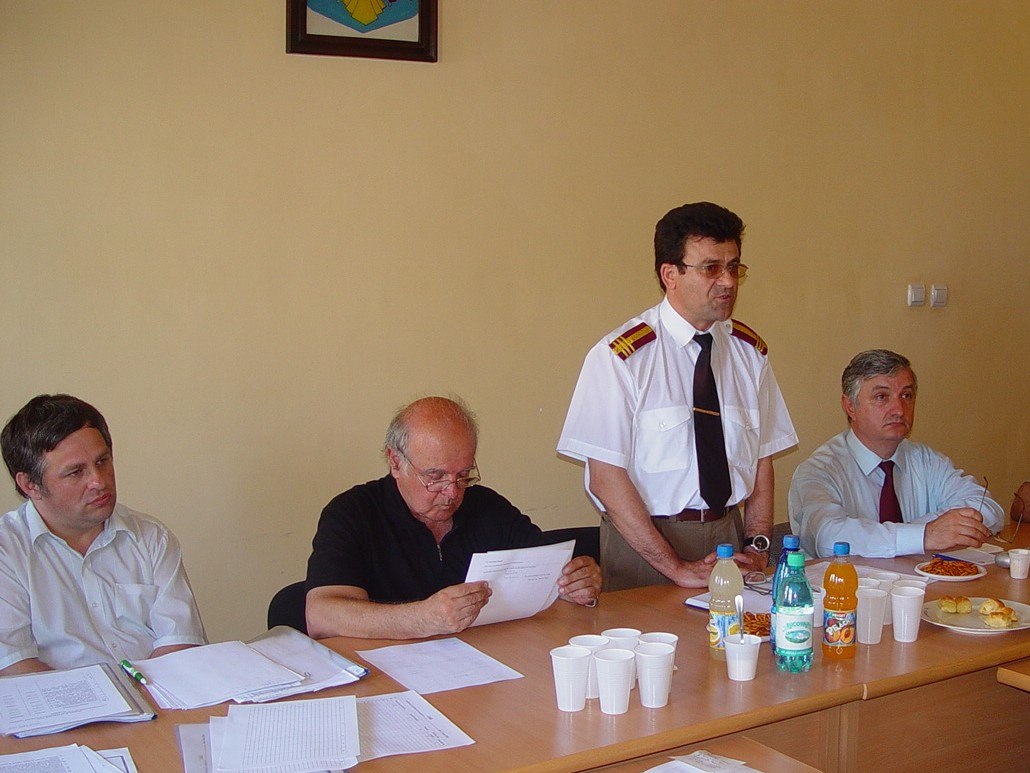
Babeu Tiberiu - membru fondator al A.O.S.R., Fil. Timișoara, Ianca Sevastian - prorector U.P.T., col. Mihai Benga - comandantul pompierilor din jud. Timiș și Mirel Opriș la constituirea S.P.F. Filiala Timiș A.G.I.R

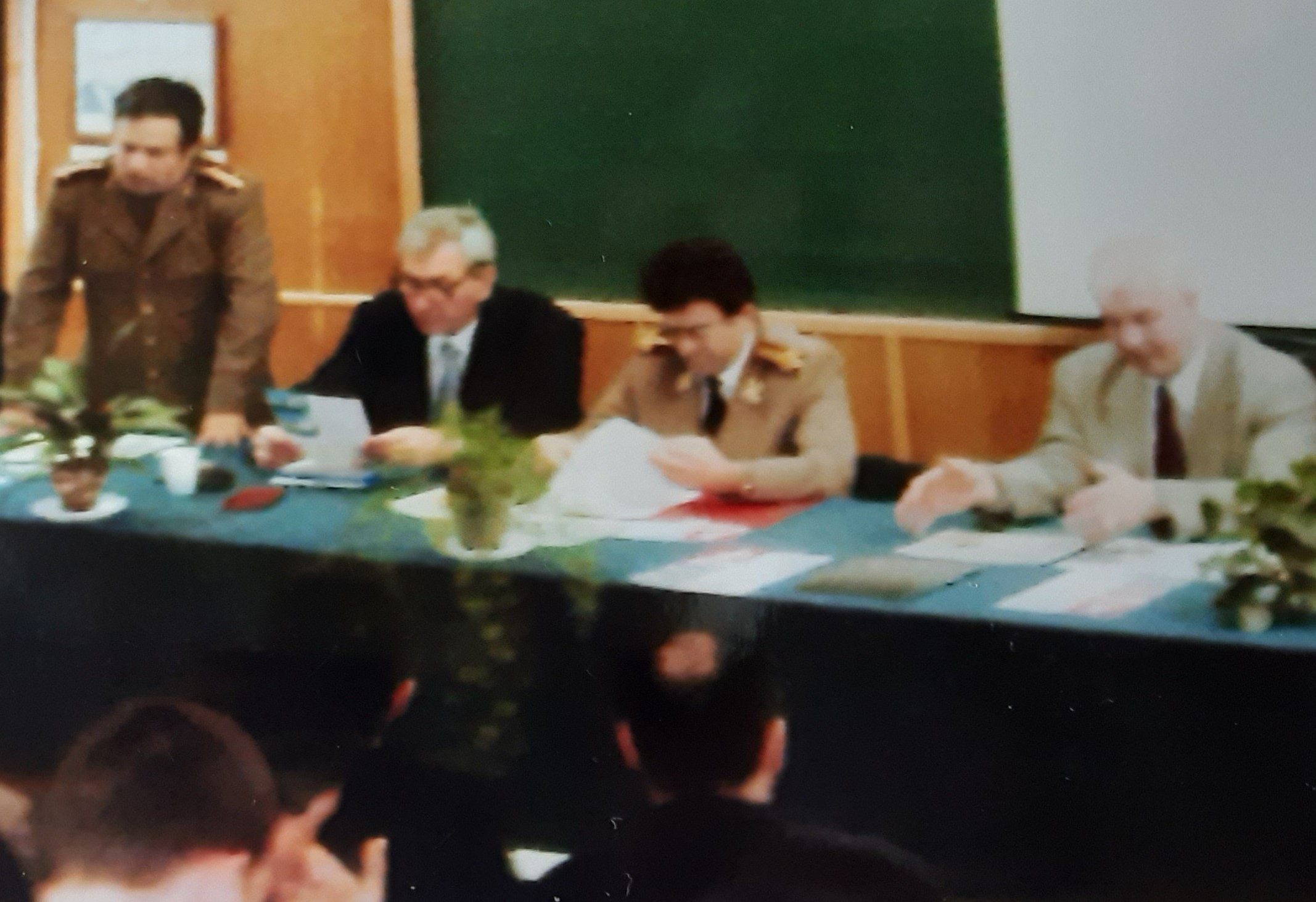
Radu Băncilă - decan Facultatea de Construcții din Timișoara unde a avut loc conferința privind protecție la foc în anul 2004, col. Mihai Benga, Adrian Retezan - președinte A.I.I.R. și Mr. Mirel Opriș - președinte S.P.F. Filiala Timiș A.G.I.R

În data de 23.06.2004 la sediul Grupului de Pompieri „Banat” al Jud. Timiș actual Inspectoratul pentru Situații de Urgență „Banat” al Timiș  s-a constituit Societatea de Protecție la Foc, Filiala Timiș AGIR care ulterior devine Sucursală și realizează cu sprijinul partenerilor o serie de activități în domeniu pompieristic.
În data de 27.07.2004 la sediul Camera de Comerț Industrie și Agricultură Timiș are loc inaugurarea primului site al pompierilor militari timișeni actual Inspectoratul Județean pentru Situații de urgență „Banat” al jud. Timiș care vine în sprijinul populației din Timișoara și județ, autorităților, conducătorilor de unități și responsabililor în domeniu prevenirii și stingerea incendiilor.
În data de 10 Noiembrie 2004 la Facultatea de Construcții si Arhitectura Timișoara a avut loc Conferință cu participare internațională „Calitatea materialelor, construcțiilor și instalațiilor – cerință esențială de protecție la foc” care face parte din cadrul „SĂPTĂMÂNII CALITĂȚII TIMIȘORENE” apariția Ziarului „Ofensiva Protecției la Foc” și volumului cu lucrările conferinței.

## Voluntariat

### Servicii voluntare și private
Serviciile de urgență voluntare și/sau private sunt structuri specializate, altele decât cele aparținând  serviciilor de urgență profesioniste, organizate cu personal angajat și/sau voluntar, în scopul apărării vieții, avutului public și/sau a celui privat împotriva incendiilor și a altor dezastru, în sectoarele de competență stabilite cu avizul inspectoratelor.
Serviciile voluntare pentru situații de urgență (S.V.S.U.) funcționează la nivel local, iar activitatea acestora este condusă de către primar.
La Timișoara există „Compartiment de Voluntariat pentru Situații de Urgență” în cadrul Primăriei  Municipiului Timișoara având ca scop conform legii, desfășurarea de activități în domeniul prevenirii incendiilor, controlul respectării măsurilor de apărare împotriva incendiilor pe timpul adunărilor sau al manifestărilor publice respectiv construcțiile și instalațiile tehnologice aparținând domeniului public și privat al unității administrativ-teritoriale, precum și la instituțiile publice, activități de informare preventivă și pregătirea populației pentru situațiile de protecție civilă, etc.,.

## Galerie

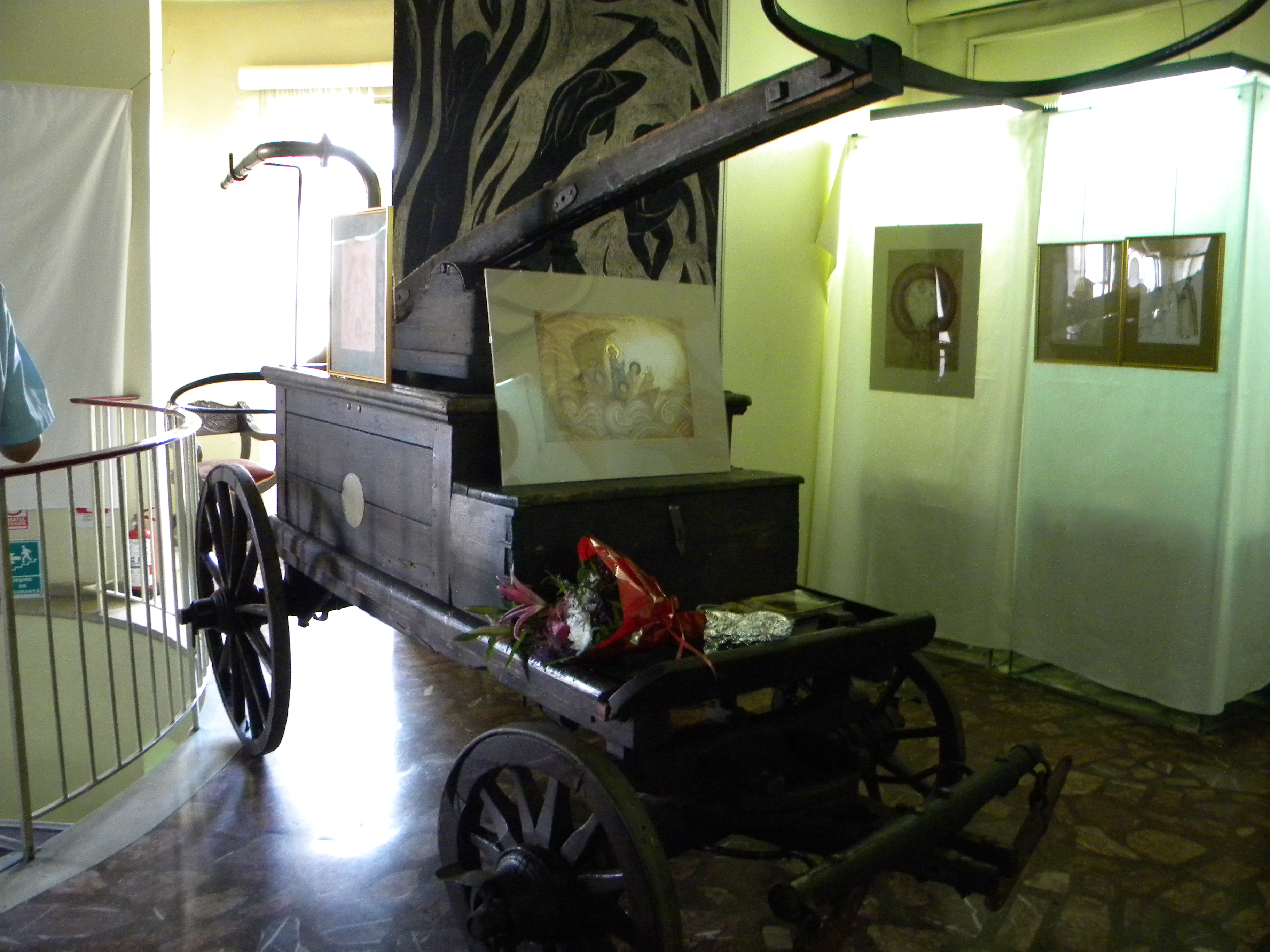
Pompă manuală de stingere a incendiilor trasă de cai la Muzeul Pompierilor București și o expoziție de picturi
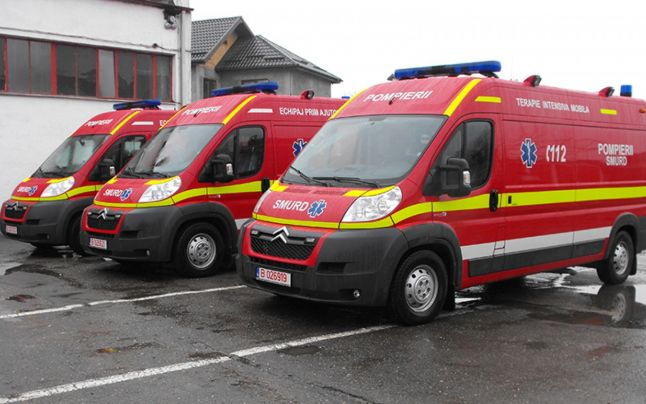
Ambulanțe ale pompierilor profesioniști(SMURD)
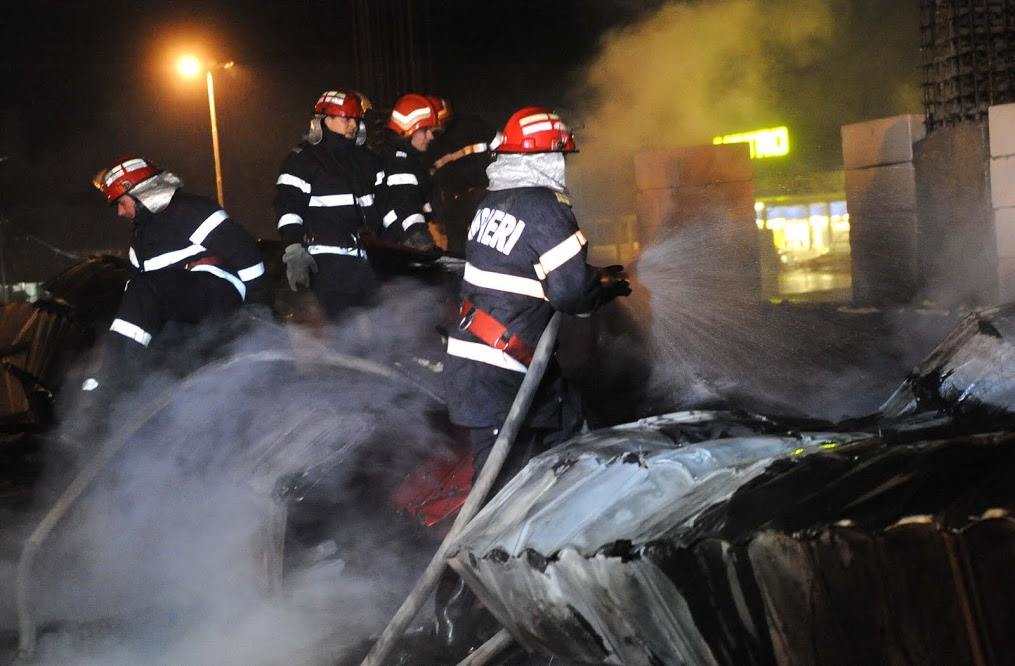
Pompierii la stingerea incendiilor.
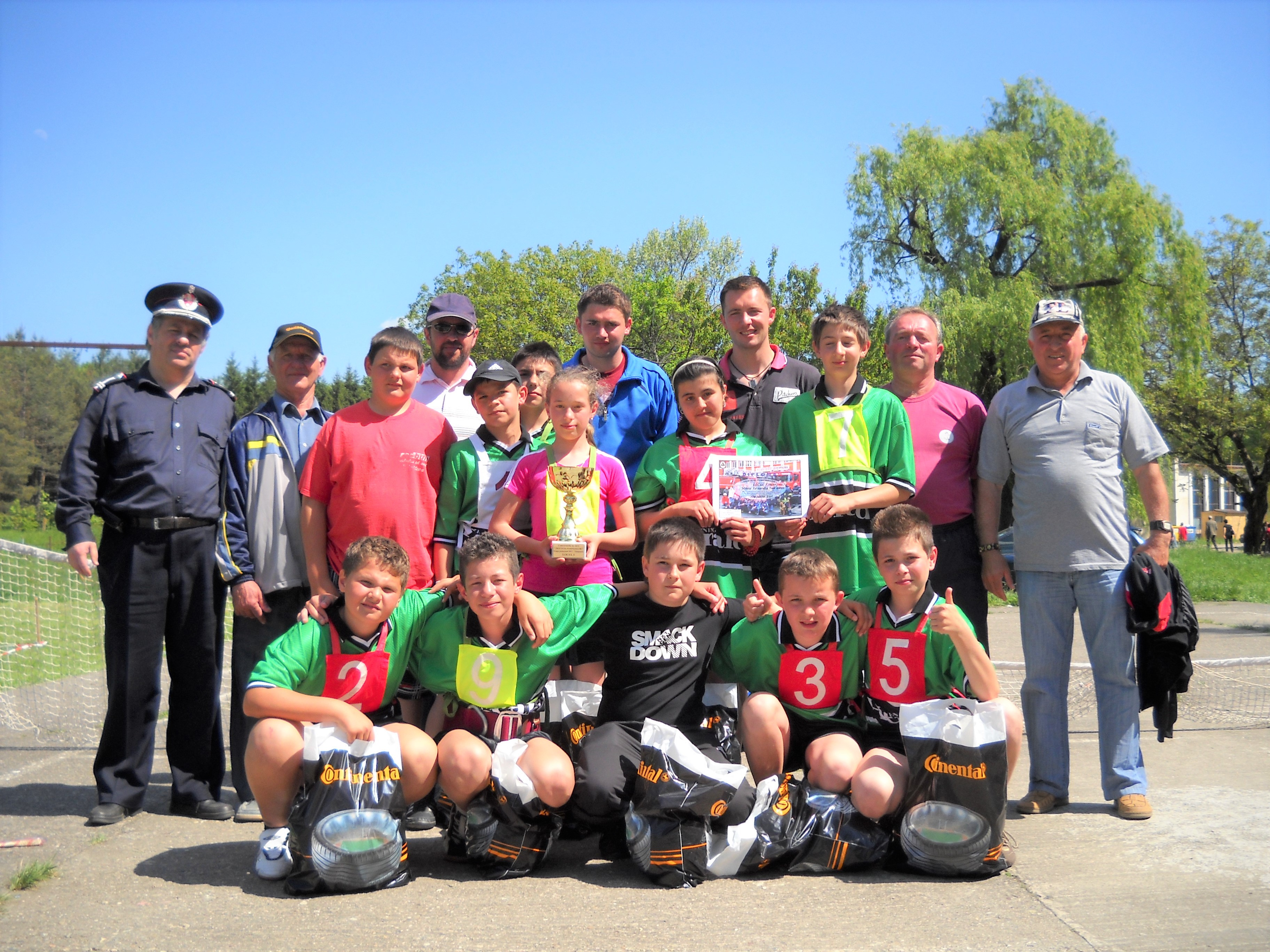
Echipa Școlii generale din com. Giroc câștigătoare a concursului de elevi „Prietenii pompierilor”, etapa județeană în anul 2011 și Lt.col. Mirel Opriș.